# Mario Felice Boano
Felice Mario Simone Boano (Torino, 23 maggio 1903 – Torino, 8 maggio 1989) è stato un carrozziere e designer italiano.

## Biografia

### Gli inizi alla Farina
Nato a Torino nel 1903, frequentò la Scuola tecnica San Carlo ed ebbe le prime esperienze di lavoro dopo la prima guerra mondiale negli Stabilimenti Farina, in qualità di tracciatore di carrozzeria. All'epoca, gli Stabilimenti Farina furono tra i primi ad utilizzare la tecnica dello stampaggio per produrre i lamierati necessari a vestire gli autotelai, per cui Boano si ritrovò in una realtà lavorativa all'avanguardia per l'epoca. Nel 1930 Boano seguì Battista Farina, il quale si era distaccato dall'azienda del fratello Giovanni per fondare la Pininfarina, che negli anni a venire sarebbe divenuta famosa in tutto il mondo. Qui Boano lavorò come capo progettista ed in seguito prestò servizio di consulenza. Sempre negli anni trenta aprì una ditta in proprio, specializzata in falegnameria industriale, ed in particolare alla produzione dei mascheroni in legno per l'assemblaggio dei lamierati, utilizzati dalle case automobilistiche committenti.

### Approdo alla Ghia

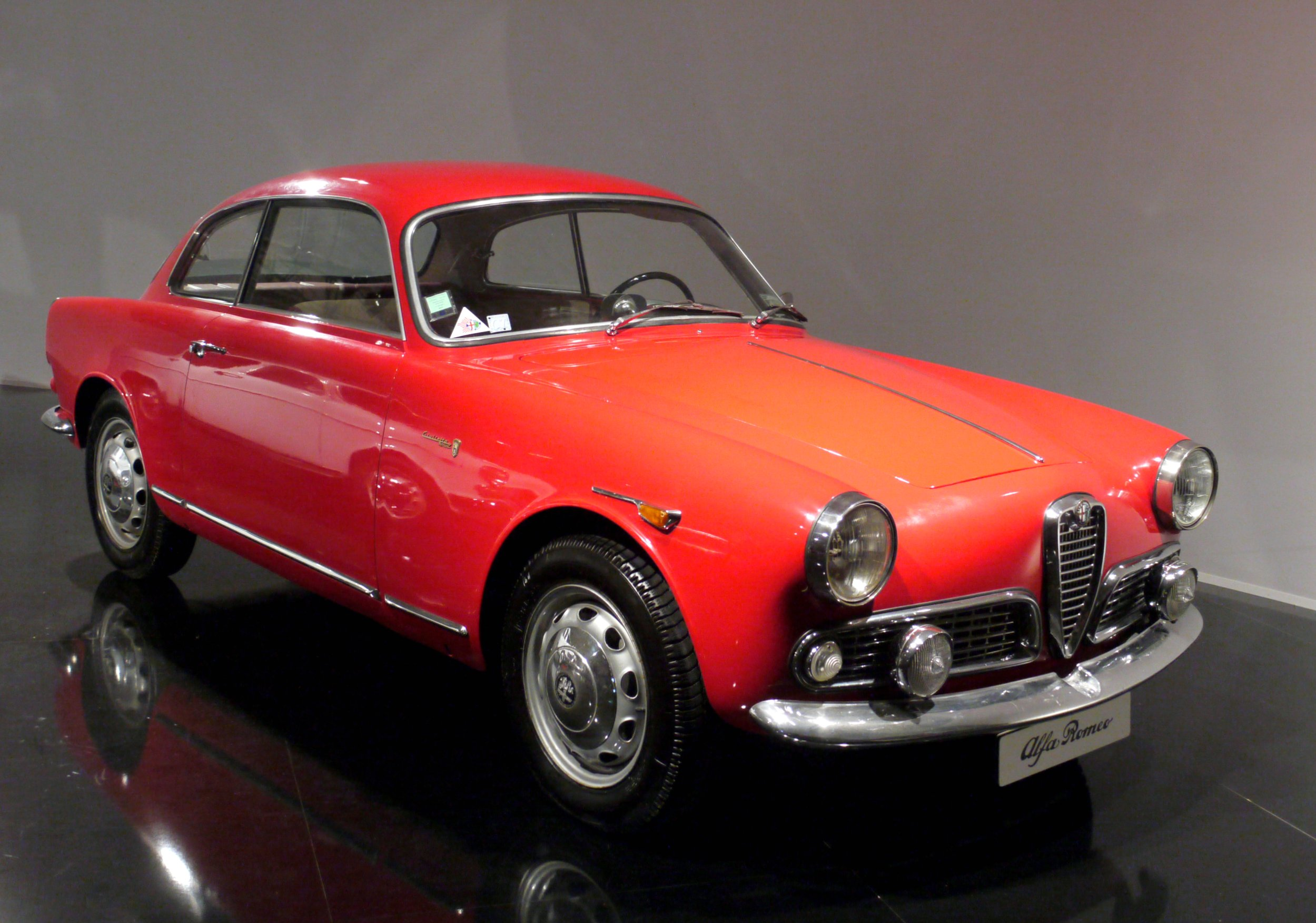
Alfa Romeo Giulietta Sprint opera di Boano

Attraverso tale attività Boano strinse un solido rapporto di collaborazione e di personale amicizia con Giacinto Ghia, fondatore e titolare dell'omonima carrozzeria. Alla morte di quest'ultimo e per sua espressa volontà la Carrozzeria Ghia venne affidata al cognato Giorgio Alberti e a Boano.
Nel 1947 Boano acquisì la quota societaria di Alberti, divenendo così l'unico proprietario dell'azienda. Sotto la sua gestione la Ghia tornò a decollare. Sono di questi anni alcune famose realizzazioni Supergioiello, disegnate da Giovanni Michelotti su telai Fiat ed Alfa Romeo, le versioni coupé B-Junior della Lancia Aurelia e della Fiat 1400 ed infine il prototipo della Volkswagen Karmann Ghia. Nel marzo del 1954, Boano cede la Ghia a causa di ripetute divergenze con il nuovo socio Luigi Segre. Boano stabilì un prezzo alto per le sue quote, ma Segre accettò di pagare senza battere ciglio e fu così obbligato a vendergli l'azienda proprio negli stessi giorni in cui aveva ottenuto la commessa per costruire le scocche dell'Alfa Romeo Giulietta Sprint, che verrà presentata al Salone di Torino il 19 di quel mese.

### La fondazione della Boano Lavorazioni Speciali

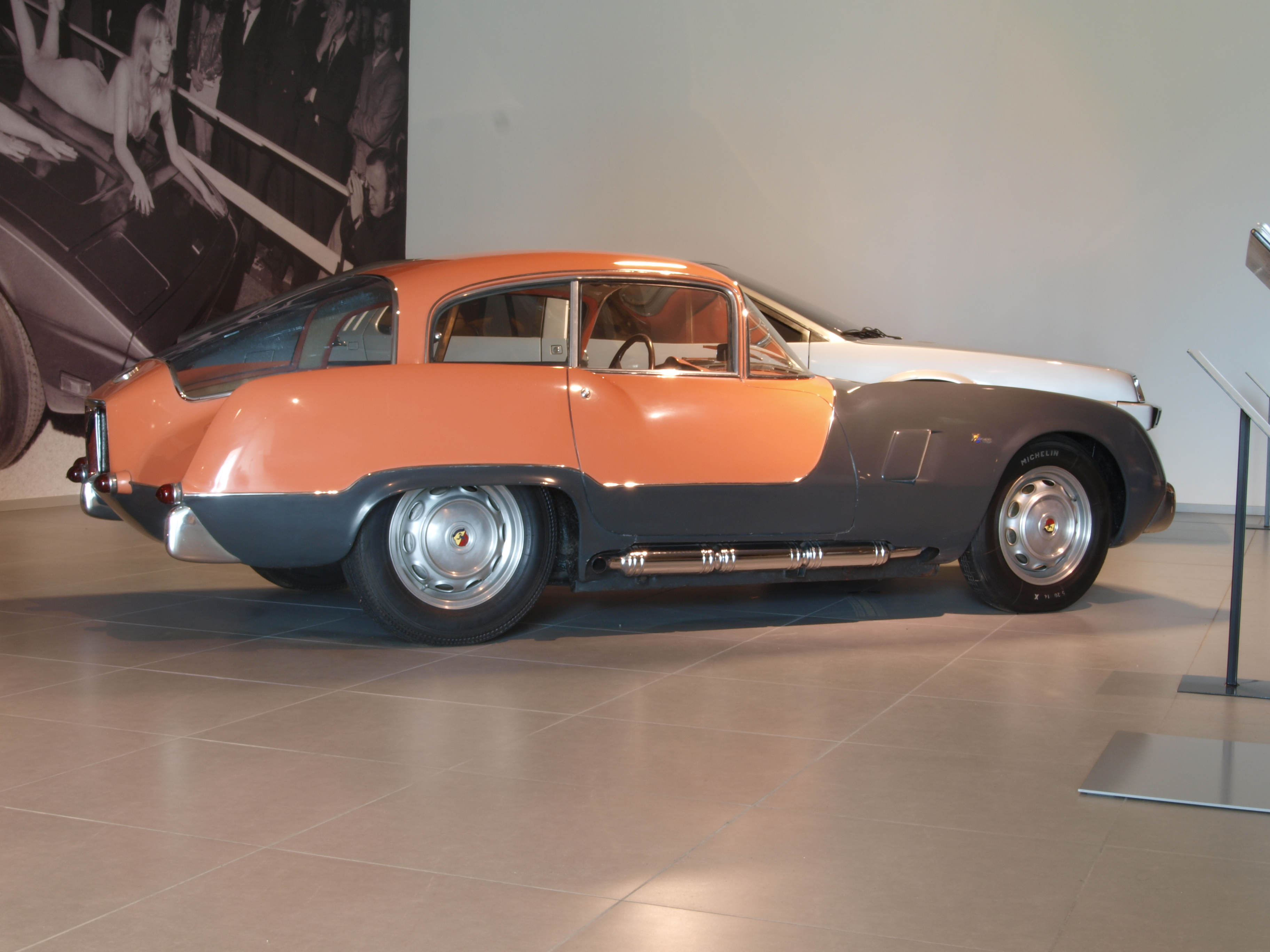
Abarth 209A Coupe Boano del 1955 al Museo Louwman

Fu così che Boano lasciò la Ghia per tornare a creare una propria impresa e pochi mesi dopo fondò a Torino con il figlio Gian Paolo e suo genero Luciano Pollo (quest'ultimo già socio di Ezio Ellena nell'omonima carrozzeria) la carrozzeria "Boano Lavorazioni Speciali" che ebbe subito successo, carrozzando un'Alfa Romeo 6C 3000CM per il presidente argentino Peron e fornendo ad Henry Ford II una versione modificata della Ford Lincoln denominata Indianapolis. In questo periodo strinse anche una nuova collaborazione con l'Alfa Romeo per la produzione della 1900 Primavera, delle quali ne furono prodotti 286 esemplari tra il 1955 e il 1957. Oltre a questa collaborazione, la Carrozzeria Boano produsse altre automobili in serie limitata come le Abarth 207A e 209A, su disegno di Giovanni Michelotti; la Corsair, prodotta su telaio costruito da Enrico Nardi e meccanica Chrysler; la Sport TV 1100, una coupé in alluminio basata sul pianale e sulla meccanica (elaborata dai fratelli Giannini) della Fiat 1100-103 TV. Nel 1957 l'azienda venne però rilevata da Ezio Ellena, che ne cambiò la ragione sociale in Carrozzeria Ellena.

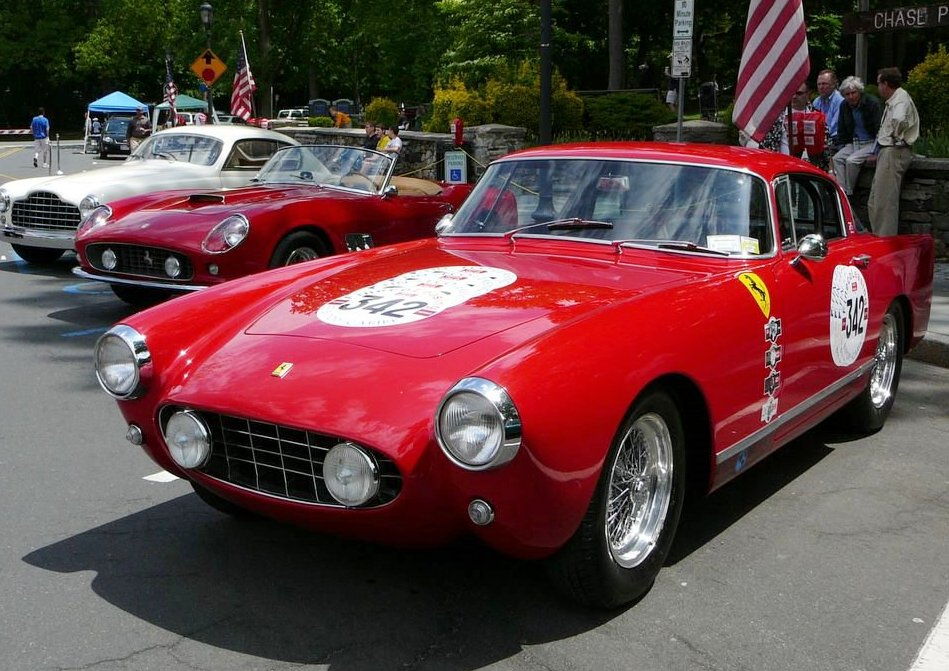
Una Ferrari 250 GT Boano

Ma la prolifica attività della Carrozzeria Boano nei suoi pochi anni di esistenza la rese immortale. Tra i suoi lavori vi furono anche la realizzazione di 65 scocche modello GT coupé su telaio Ferrari 250, oltre ad alcuni modelli fuoriserie su telaio Ferrari 410 Superamerica.
Dopo il 1957, Boano stipulò un contratto con la FIAT con il quale le parti si impegnavano alla creazione, dall'anno seguente, del Centro Stile Fiat che Boano avrebbe diretto. In seguito, la direzione di tale Centro stile sarebbe stata proseguita dal figlio Gian Paolo fino al 1988.

## Modelli disegnati
- Ferrari 250 GT Boano
- Ferrari 250 Granturismo Cabriolet Geneve
- Lancia Aurelia Coupé
- Volkswagen Karmann Ghia
- Alfa Romeo Giulietta Sprint
- Abarth 207A
- Abarth 209A
- Osca 1100 Boano
- Chrysler Special Corvair
- Fiat 850 Coupé
- Fiat 124 Sport Coupé